# Sauk City
Sauk City és una població dels Estats Units a l'estat de Wisconsin. Segons el cens del 2000 tenia 3.109 habitants.

## Demografia
Segons el cens del 2000, Sauk City tenia 3.109 habitants, 1.285 habitatges, i 796 famílies. La densitat de població era de 800,3 habitants per km².
Dels 1.285 habitatges en un 30,8% hi vivien nens de menys de 18 anys, en un 49,8% hi vivien parelles casades, en un 8,7% dones solteres, i en un 38% no eren unitats familiars. En el 32,5% dels habitatges hi vivien persones soles el 14,6% de les quals corresponia a persones de 65 anys o més que vivien soles. El nombre mitjà de persones vivint en cada habitatge era de 2,33 i el nombre mitjà de persones que vivien en cada família era de 2,99.
Per edats la població es repartia de la següent manera: un 24,2% tenia menys de 18 anys, un 7,5% entre 18 i 24, un 29,9% entre 25 i 44, un 19,2% de 45 a 60 i un 19,3% 65 anys o més.
L'edat mediana era de 38 anys. Per cada 100 dones de 18 o més anys hi havia 87,3 homes.
La renda mediana per habitatge era de 36.378 $ i la renda mediana per família de 45.156 $. Els homes tenien una renda mediana de 29.908 $ mentre que les dones 22.996 $. La renda per capita de la població era de 17.705 $. Aproximadament el 10% de les famílies i el 12,5% de la població estaven per davall del llindar de pobresa.

## Poblacions més properes
El següent diagrama mostra les poblacions més properes.